# Laboratório Madrevita
O Laboratório Madrevita foi fundado em 1955 por José Dias Vasconcelos na cidade de Fortaleza capital do Ceará e começou sua trajetória na fabricação do medicamento Madrevita que deu o atual nome da empresa.

## História
O Laboratório Madrevita começou suas atividades na produção de medicamentos e nos anos 60 ampliou sua linha de produtos. Logo o laboratório também entrou no ramo cosmético produzindo o anti-séptico Asseptol que é um produto popular entre os cearenses.